# 土居田駅
土居田駅（どいだえき）は、愛媛県松山市土居田町にある伊予鉄道郡中線の駅である。駅番号はIY26。

## 歴史
- 1930年（昭和5年）3月6日：開業。
- 2015年（平成27年）7月25日：駅のバリアフリー化工事が完了[2]。

## 駅構造

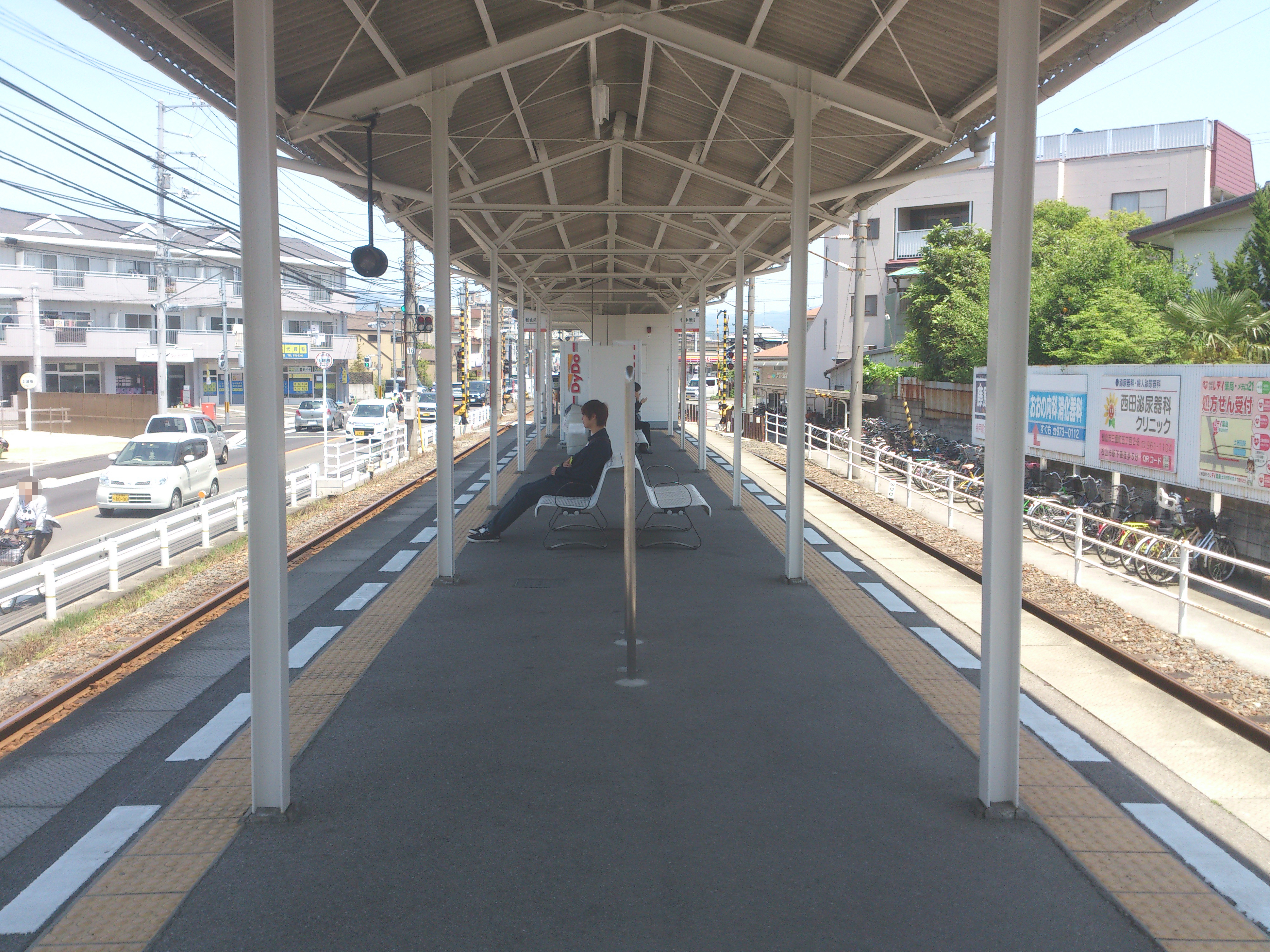
ホーム（2015年9月）

島式ホーム1面2線を有する地上駅で、有人駅である。駅舎はホームの延長上にあり、改札を抜け踏切を渡って外に出る構造となっている。
松山市駅側からの郡中線内では最初の交換駅であり、日中時間帯に当駅で電車が行き違うダイヤが組まれている。

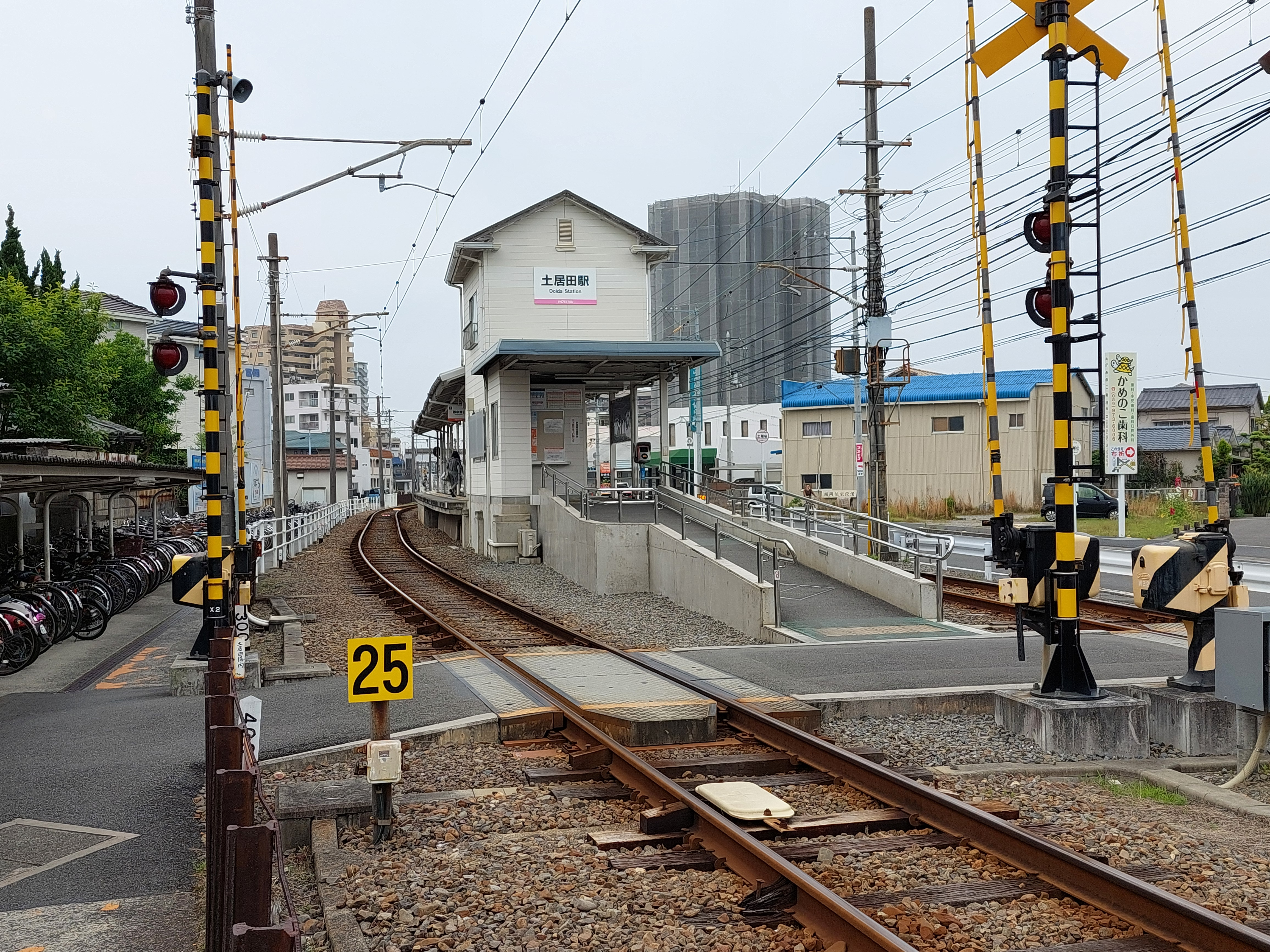
北東側
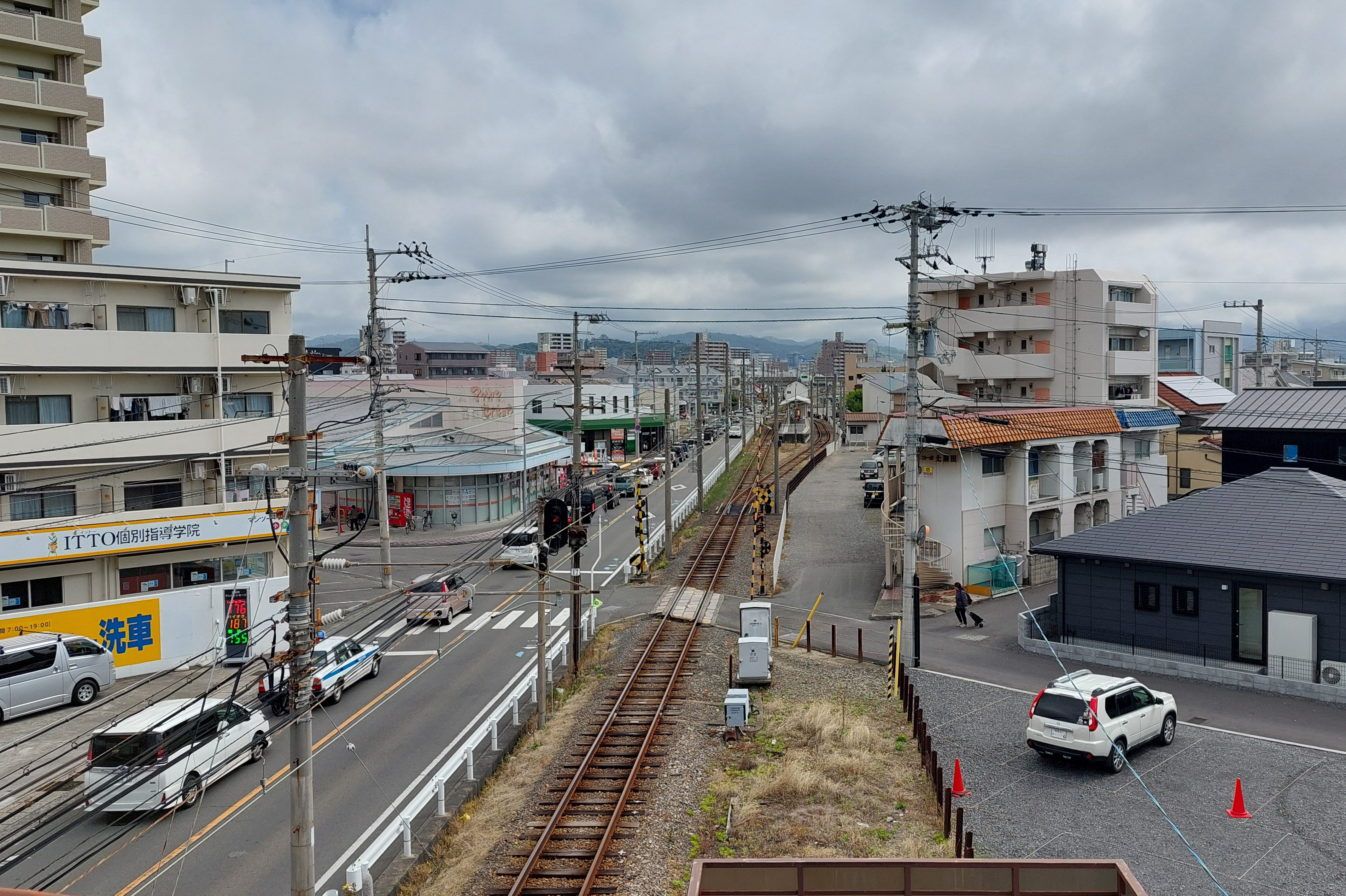
南西側

### のりば
| 番線 | 路線    | 行先                   |
| ---- | ------- | ---------------------- |
| 1    | ■郡中線 | 松山市方面             |
| 2    | ■郡中線 | 余戸・松前・郡中港方面 |

## 駅周辺
- 松山生協西雄郡店
- 国土交通省四国地方整備局 松山河川国道事務所
- 松山土居田郵便局
- 雄郡公民館土居田分館
- NHK針田ラジオ放送所
- 松山市立たちばな小学校
- ドン・キホーテ 松山店

## バス路線
駅前の土居田バス停から伊予鉄バスが朝夕1往復ずつ発着する。
| 路線番号 | 路線名 | 経路 |
| (50)     | 今出線 | 松山市駅→土橋→土居田→国土交通省前→余戸→八反地→パルティ・フジ垣生SC前→今出港口→今出港→今出港口→三島神社前→八反地→余戸→国土交通省前→土居田→土橋→コムズ前→松山市駅 |

## 隣の駅
伊予鉄道
■郡中線
土橋駅 (IY25) - 土居田駅 (IY26) - 余戸駅 (IY27)